# Sprechwirkung
Die Sprechwirkung beschäftigt sich mit Informationen über unsere Kommunikationspartner, die sie uns in der Alltagskommunikation über ihre Stimme und Sprechweise liefern.
Jede Stimme ist individuell, sodass man in der Regel bereits nach wenigen Silben die Identität des sprechenden Menschen bestimmen kann, ohne ihn zu sehen. Darüber hinaus liefert sie uns viele weitere Informationen. Das Geschlecht, das Alter oder der momentane emotionale Zustand, sind nur einige Fakten, die uns die Stimme und die Sprechweise übermittelt.
Will man sich mit der Sprechwirkungsforschung auseinandersetzen, muss man sich zuerst Grundlagen der gesprochenen Sprache vor Augen führen. Dazu gehören die Linguistik, die Phonetik, die Akustik, HNO-Medizin, KI-Forschung und die psychologischen Faktoren. Diese Bestandteile der Kommunikationskette bilden die Grundlage der Sprechwirkungsforschung.

## Sprechwirkung für Geschlecht und Alter
In der alltäglichen mündlichen Kommunikation offenbaren sich uns viele Hinweise in der Sprechwirkung eines Menschen. Einige dieser übermittelten Informationen geben uns Aufschluss über das Geschlecht und Alter eines Menschen.

### Geschlecht
Es gibt zwischen allen Sprechern etliche individuelle Unterscheidungen. Es lassen sich allerdings auch zwischen den Geschlechtern systematische Verschiedenheiten feststellen. Das bedeutet, dass wir anhand der Stimme eines Menschen das Geschlecht ziemlich genau bestimmen können. Ein bedeutender Punkt lässt sich in der Biologie ausmachen. Männer haben kräftigere und längere Stimmlippen als Frauen und sprechen dadurch mit einer tieferen Stimmlage. Diese wird in Hertz gemessen. Das Verhältnis zwischen Männern und Frauen liegt bei 120 zu 220.
Doch der Mensch ist in seiner Stimmlage nicht festgefahren. Durch Anspannung der Muskeln im Kehlkopfbereich kann man die Grundfrequenz der Stimme verändern. In den 1980er Jahren begann ein Trend, nachdem tiefere Stimmen bei Sprecherinnen und Sprechern im Fernsehen und Radio positiver wirken sollten. Eine tiefere Stimme erzeugte Vertrauen und Kompetenz. In den vergangenen 50 Jahren ist zu beobachten, dass die Stimmen von Frauen, die in der Öffentlichkeit häufig reden, tiefer geworden sind.
Sehr tiefe Frauenstimmen werden von Männern in der Regel als zu männlich eingeordnet. Der starke Kontrast einer hohen „Klein-Mädchen-Stimme“ wird aber ebenfalls negativ gesehen. Im Jahr 2006 gab es eine Untersuchung von Jana Zscheischler, die ergab, dass Frauen in den Medien nicht die gleiche Wirkung erzielen wie ihre männlichen Pendants. Bei der Befragung von Hörern und Zuschauern von verschiedenen audiovisuellen Medien waren 40 % der Meinung, männliche Moderatoren zu bevorzugen. Den restlichen 60 % war es gleichgültig. Kein einziger der Befragten präferierte eine Frau als Sprecherin.
Bei der Tiefe der Stimme gibt es für Männer beinahe keine Grenzen. Ihnen wird eine tiefe Stimme in den allermeisten Fällen positiv ausgelegt. Männer, die über dem normalen Wert der Stimmlage liegen, wirken nicht mehr so entspannt, gütig und glaubwürdig auf Menschen. Ihnen wird eher Überspanntheit, Unsicherheit und Erregtheit vorgeworfen.

### Alter
Altert ein Mensch, führt dies zu Verknöcherungen (Ossifikationen) im Kehlkopf. Die Bewegungen der Kehlkopfknorpel sind dadurch nicht mehr so flüssig wie bei jüngeren Menschen. Durch diesen Prozess verändert sich die Position der Stimmlippen. Diese Veränderungen treten bei Männern deutlich früher auf als bei Frauen.
Die Alterserscheinungen, die die Stimme betreffen, sind allerdings nicht immer nur dem Alter geschuldet, sondern häufig auch dem gesundheitlichen Zustand eines Menschen.

## Stimme und Persönlichkeit
In den 1930er Jahren begannen Forscher den Zusammenhang zwischen der Persönlichkeit und der Stimme zu ermitteln. Diese Ergebnisse sind allerdings mit Vorsicht zu genießen, da es erst in den 60er Jahren klare Konzepte zur Persönlichkeitspsychologie gab. Von daher konnte man sich bei Beobachtungen hinsichtlich der Stimme und der Stimmwirkung auf keine bestehende Vorlage zur Persönlichkeit beziehen. Es existieren dennoch genaue Untersuchungen von stimmlichen Eigenschaften. Herausragend dabei sind die Ergebnisse von Fährmann (1956). Der heute noch gültige methodische Ansatz wurde von Klaus Scherer auf den Weg gebracht.
Das menschliche Ohr ist äußerst feinfühlig bei der Aufnahme von Stimmen. Fast jeder ist in der Lage nach den ersten Sätzen einer Person zu beurteilen, ob die dazugehörige Stimme angenehm oder nicht angenehm ist. Forscht man auf diesem Gebiet genauer nach und erkundigt sich nach dem Stimmklang, ist es vielen möglich, mit Hilfe von vorgefertigten Adjektiven, diesen recht eindeutig zu charakterisieren.
In der Persönlichkeitsforschung gibt es fünf Dimensionen (Big Five), in die man Persönlichkeitsmerkmale eingliedert. Extraversion, Neurotizismus, Offenheit für Erfahrung, Gewissenhaftigkeit und Verträglichkeit. Als für die Sprechwirkungsforschung besonders wichtig werden die ersten beiden Elemente bezeichnet. Diesen wurden bereits einige stimmliche Eigenschaften zugeordnet. Extraversion wird auf einer Skala gemessen und unterscheidet den geselligen vom zurückhaltenden Menschen. Neurotizismus stellt der emotionalen Stabilität, die Labilität gegenüber.

### Stimmliche Eigenschaften für die Dimensionen Extraversion und Neurotizismus
In einer Untersuchung mussten verschiedene Personen zwei verschiedene Sprachtests durchführen. Beim ersten sollte 15 Sekunden gelesen oder frei gesprochen werden. Die Inhalte der Texte hatten keinerlei Bezug zur Persönlichkeit der Probanden. Beim zweiten Durchlauf wurde nur der Vokal „a“ langgezogen realisiert. Bereits durch den zweiten Test, bei dem lediglich der isolierte Vokal "a" dargeboten wurde, konnte von fremden Hörern eine klare Charakterzuweisung vorgenommen werden. Diese stimmte mit den Selbstbeurteilungen der Sprecher und Sprecherinnen in hohem Maße überein.
Bei labilen Menschen bemerkt man in hohen Frequenzen klare Formantkonturen und einen hohen Energiegebrauch. Bei stabil eingeschätzten Personen ist die mittlere Tonhöhe niedriger als die der labilen Sprechern und Sprecherinnen. Die geselligen Menschen weisen gegenüber den zurückhaltenden Personen eine wesentlich schnellere und deutlichere Artikulation auf. Ruhigere Menschen variieren ihre Grundfrequenz weniger und kommen dadurch monotoner rüber.